# Villa Valmarana (Lisiera)
| Imagem: Cidade de Vicenza e Villas de Palladio no Véneto | A Villa Valmarana (Lisiera) está incluída no sítio "Cidade de Vicenza e Villas de Palladio no Véneto", Património Mundial da UNESCO. |  |

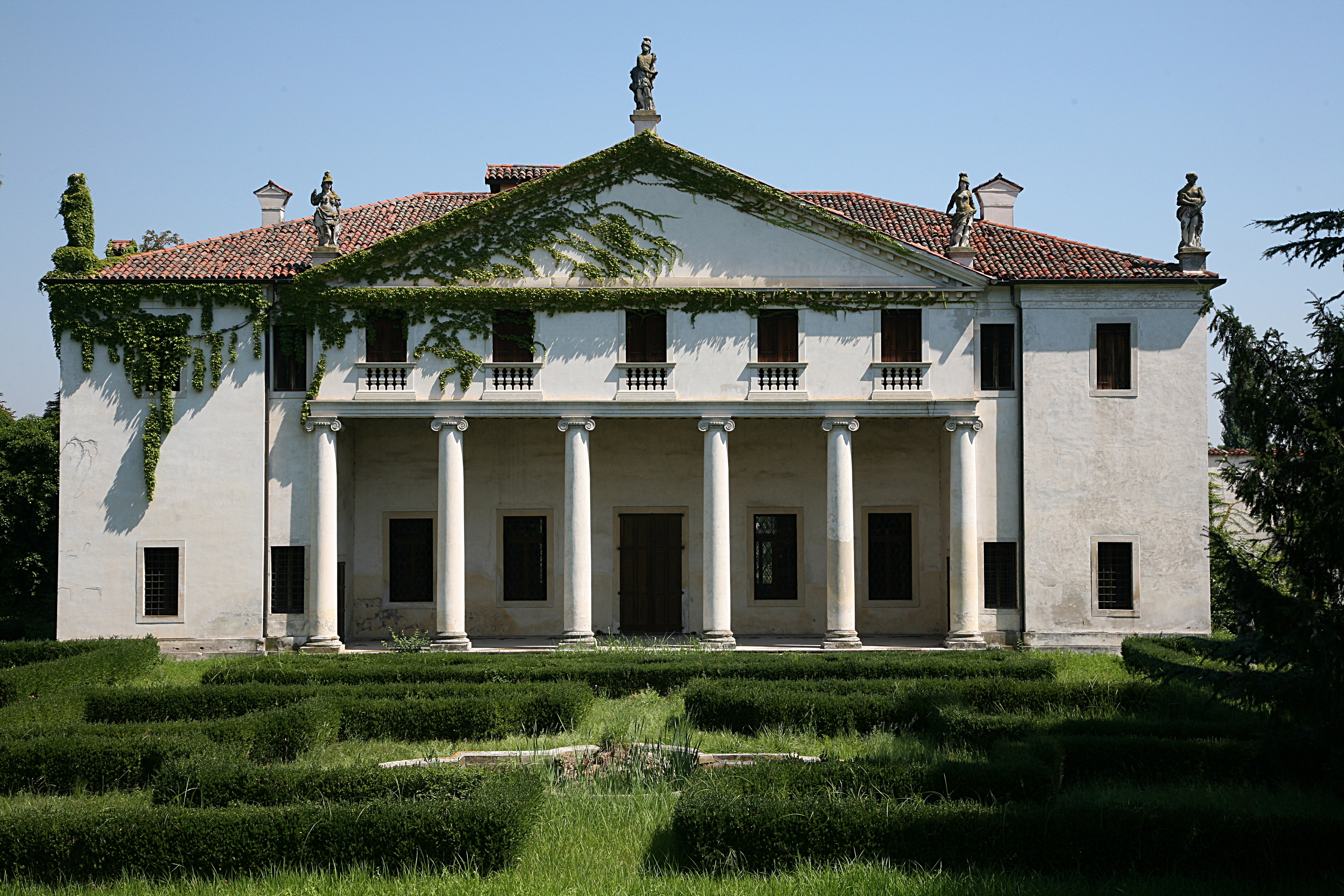
Fachada da Villa Valmarana.

A Villa Valmarana, também conhecida como Villa Valmarana Scagnolari Zen, é uma villa italiana do Véneto, situada em Lisiera, uma fracção comunal de Bolzano Vicentino, Província de Vicenza. Foi incicialmente projectada pelo arquitecto Andrea Palladio por volta de 1563. Como sucedeu noutros casos, o projecto de Palladio foi realizadou apenas parcialmente; o edifício foi em boa parte reconstruído depois das pesadas destruições provocadas pela Segunda Guerra Mundial.
A villa está classificado, desde 1996, como Património Mundial da Humanidade pela UNESCO, juntamente com as outras villas palladianas do Véneto.

## História e arquitectura

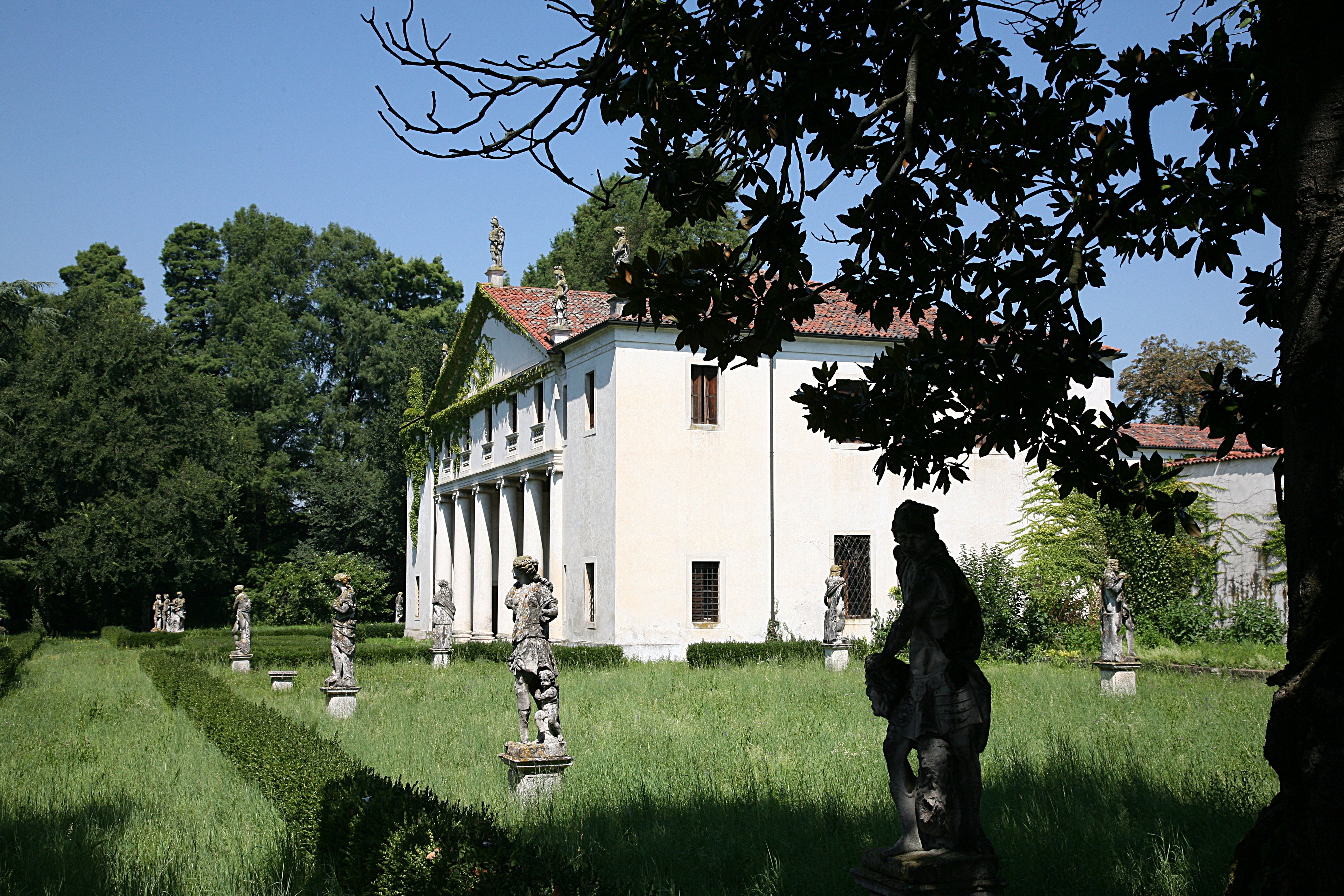
Vista lateral da Villa Valmarana.

A villa que vemos hoje é muito diferente daquela projectada por Palladio para Gianfrancesco Valmarana. Uma ideia do projecto palladiano pode ser vista na gravura de I Quattro Libri dell'Architettura (1570), que mostra uma estrutura com dupla ordem de loggias fechadas por torres em ambas as frentes, mas o desenho, neste caso, mostra — ainda mais que noutros lugares — diversas incertezas e imprecisões.
De qualquer modo, as obras da villa foram interrompidas em 1566, pela morte de Gianfrancesco, e o edifício foi, provavelmente, concluido em economia pelo seu sobrinho Leonardo Valmarana (filho do seu irmão Giovanni Alvise), patrocinador da Capela Valmarana na Igreja de Santa Corona, em Vicenza, e herdeiro do grande palácio palladiano da família na cidade, o Palazzo Valmarana. A segunda ordem das loggias nunca chegou a ser construída e o sector mediano foi concluido com uma espécie de ático.
Quase destruida, tal como o Palazzo Valmarana, pelos bombardeamentos Aliados no decorrer da Segunda Guerra Mundial, a villa foi reconstruída recentemente.

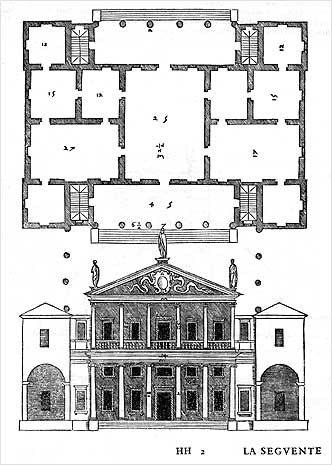
Planta e elevação da villa nos Quattro Libri
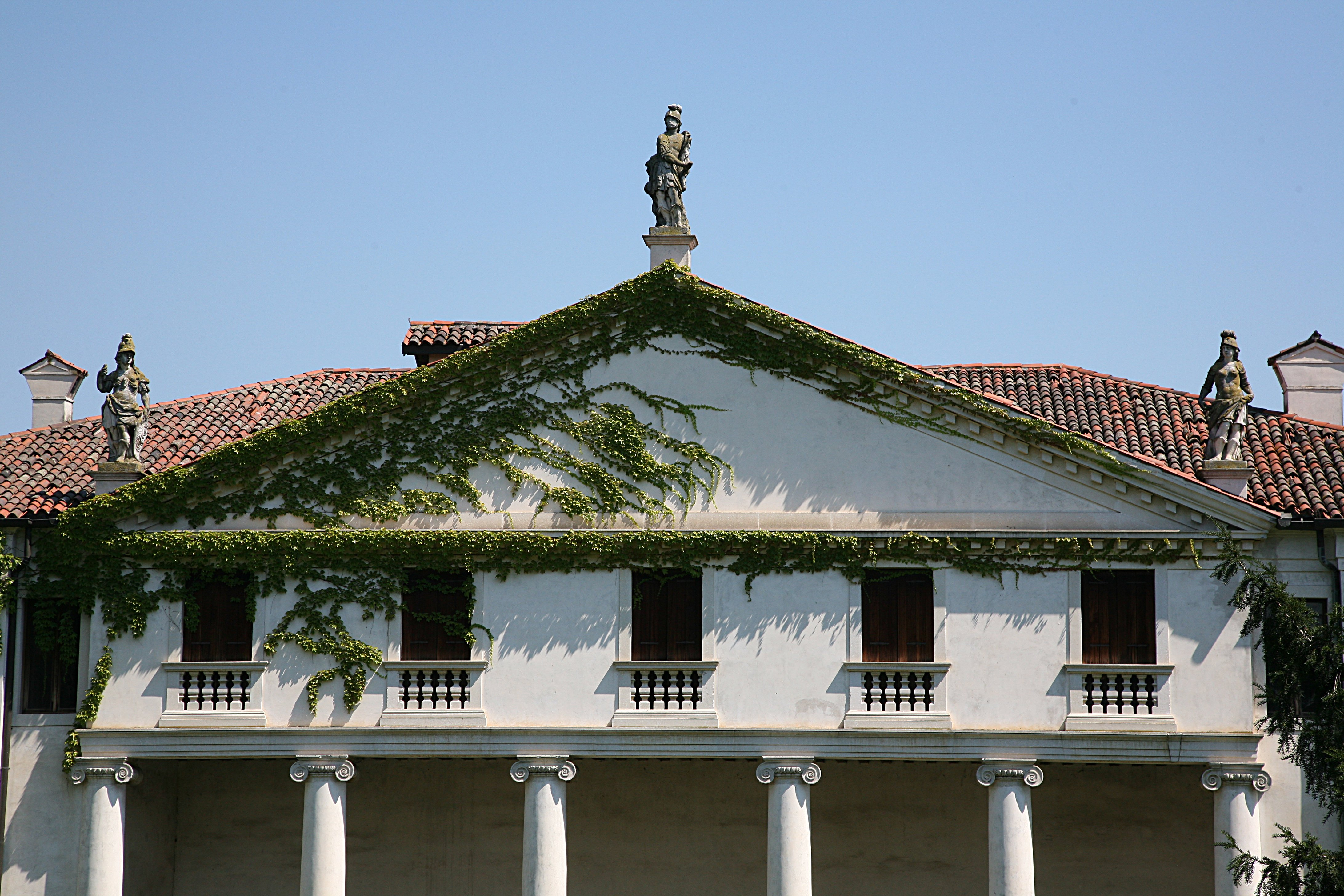
Detalhe do frontão da fachada